# Tomaž Čas
Tomaž Čas, slovenski pravnik, obramboslovec in politik, * 24. april 1953, Slovenj Gradec.
Med 8. decembrom 2000 in 22. novembrom 2004 je bil državni sekretar Republike Slovenije na Ministrstvu za obrambo Republike Slovenije.